# シュタインハイム・クレーター

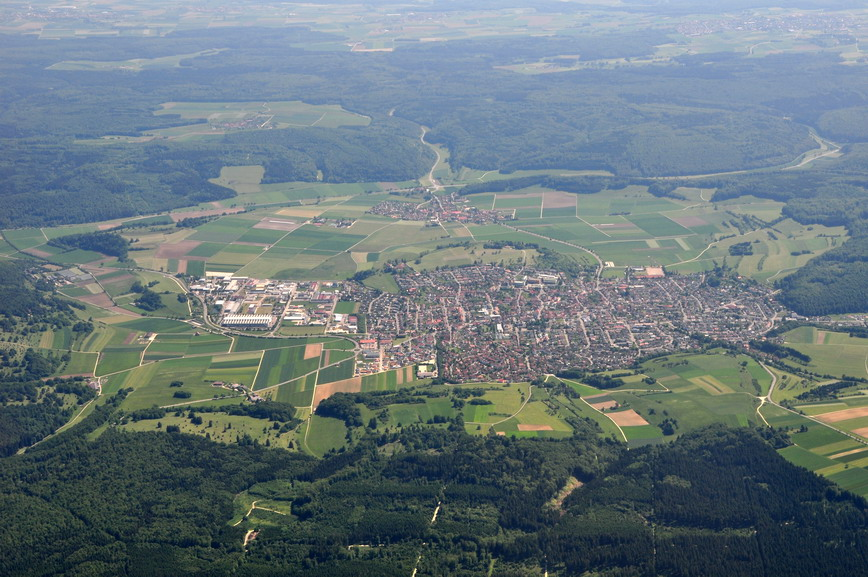
シュタインハイム・クレーター

シュタインハイム・クレーター (Steinheim crater) は、ドイツのバーデン＝ヴュルテンベルク州ハイデンハイム郡シュタインハイム・アム・アルブーフにある衝突クレーターである。シュヴァーベン山地の北東端に位置し、ずっと大きな (直径24 km) ネルトリンガー・リースの近くにある。2つの小惑星が斜めに東北東の方向で衝突したことにより、リース・クレーターと同時に形成されたと考えられている。

## 構造

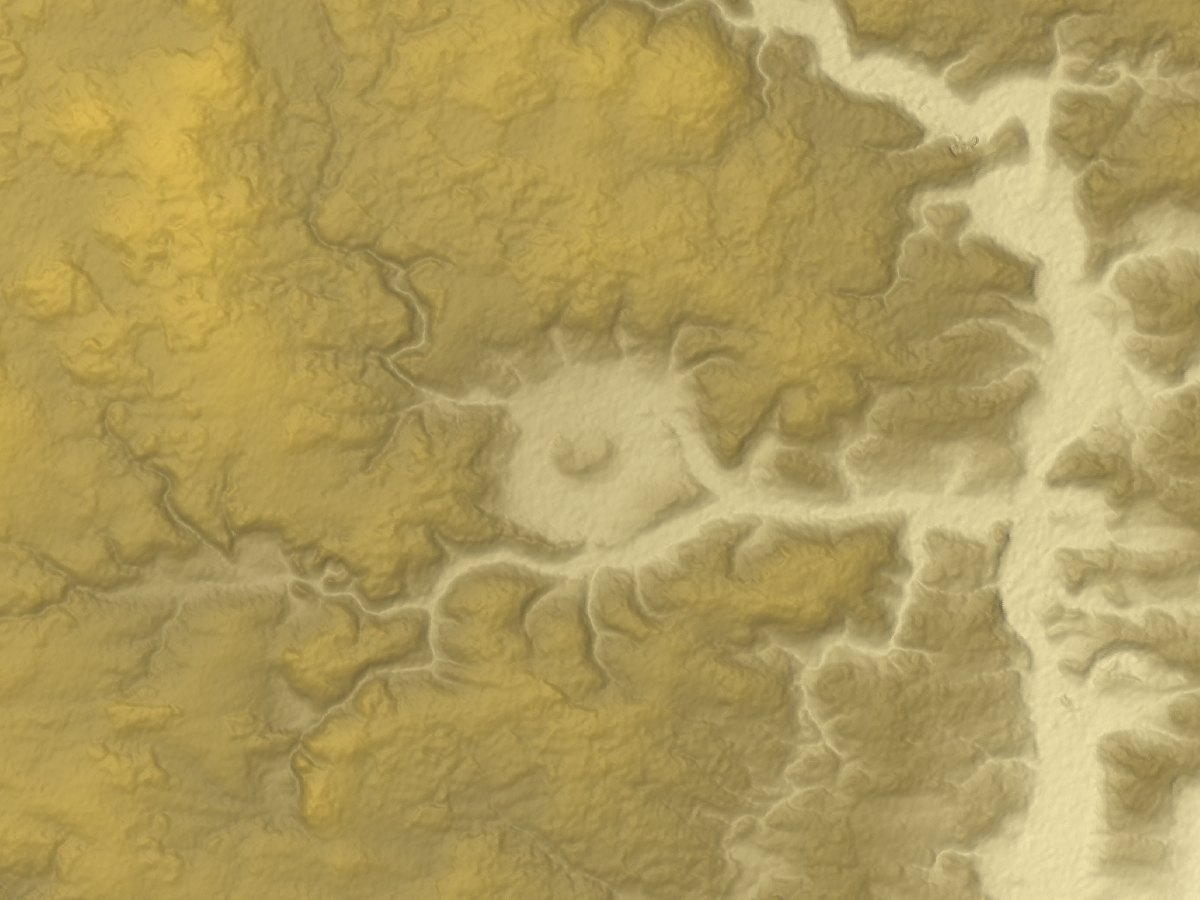
地形図

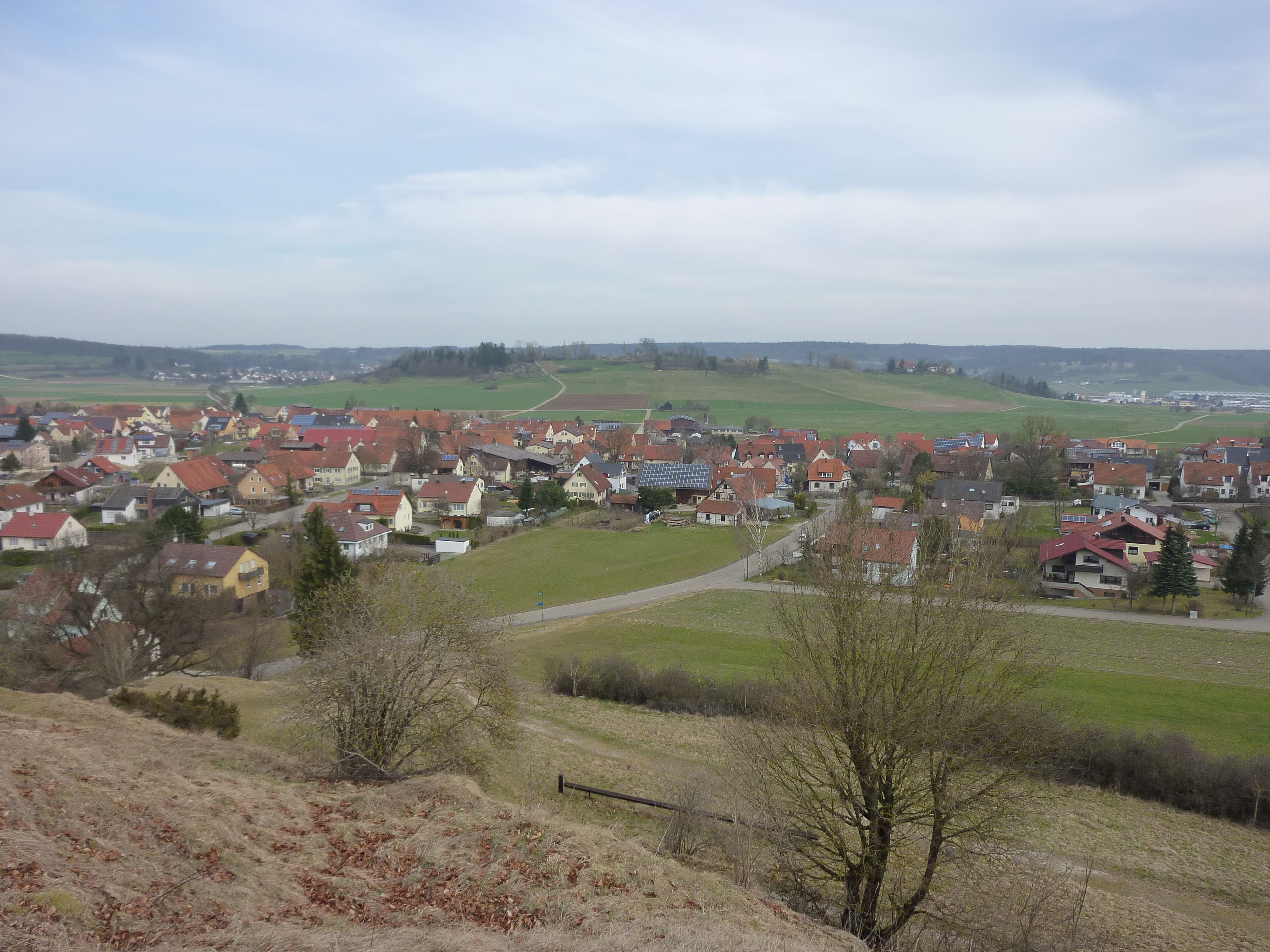
中央丘

シュタインハイム盆地はほとんど円形で直径およそ3.5 kmである。盆地の中央に、今日のクレーター底からおよそ50 mの丘が隆起する。クレーター底はシュヴァーベン山地の周囲の準平原面よりおよそ100 m下である。

## 成因
シュタインハイム盆地は約1,500万年前に約150 mの大きさとおよそ20 km/s (72,000 km/h) の速度を持った隕石の衝突でできた。爆発のエネルギーはおよそ1018ジュール (広島原爆のおよそ18,000倍) が放出されたと推定されている。最初にクレーターは約200 mの深さで発達し、続いて岩石が反発して約100 mの高い中央丘を作った。
衝突がクレーター湖を作った後、陸化してヴェンタル谷によって浸食された。50 mの堆積物から化石が見つかっており、その時代からシュタインハイム盆地がおよそ40 km離れたネルトリンガー・リースと同時に発達したことがわかる。したがって、小さな衛星を従えた小惑星が衝突して2つのクレーターを残したことが示される。

## 地質と古生物

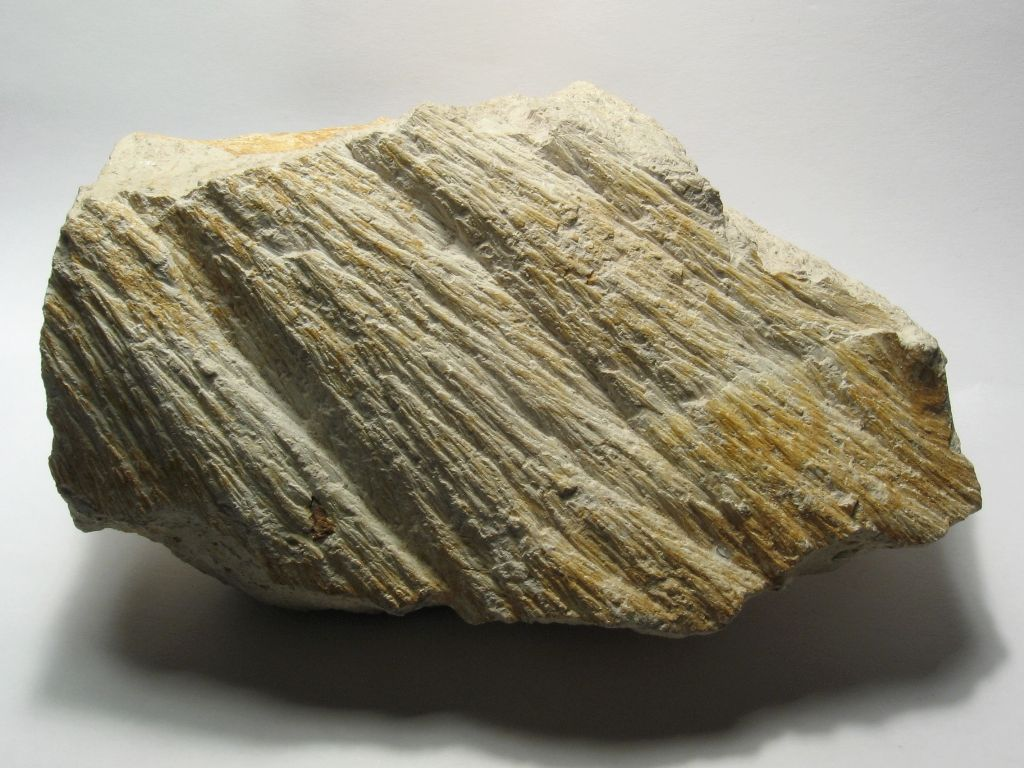
シュタインハイム・クレーターのシャッターコーン

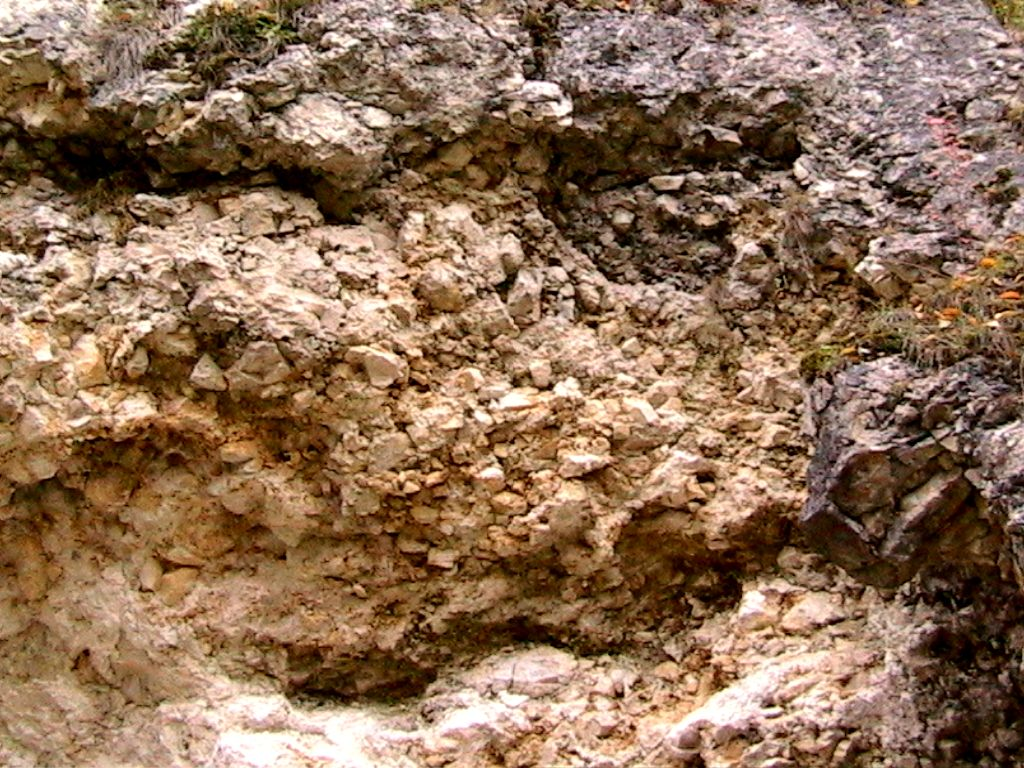
シュタインハイム盆地南縁の角礫化した石灰岩

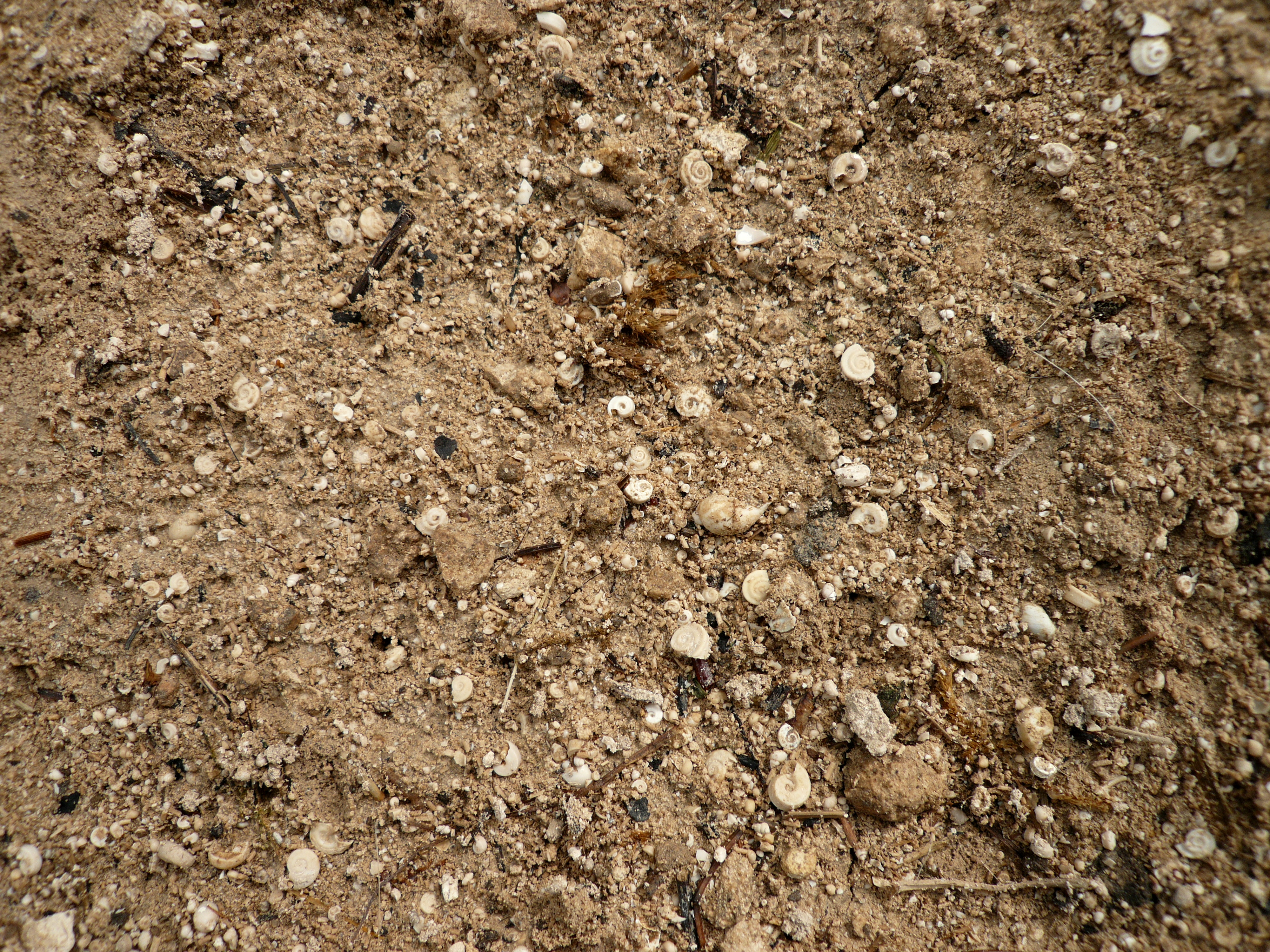
ヒラマキガイ類化石が豊富な貝砂層

クレーター縁はジュラ紀の石灰岩からなり、石灰岩は部分的に破壊されて角礫岩を形成している。ボーリング調査によるとクレーター底は角礫岩によって埋められている。この角礫岩は、衝突で高く投げ飛ばされ、クレーターへ降下した岩石物質からなる (降下角礫岩)。中央丘は、クレーターの外側ではおよそ300 mの深さにある、より古いジュラ紀の石灰岩からなる。
中央丘の石灰岩においていわゆるシャッターコーンが見つかった。これらの表面微細構造は岩石から衝突の衝撃波の伝播した結果である。シャッターコーンは1905年にシュタインハイム盆地で世界で初めて認められ記載されたが、当時それらの成因は説明できなかった。今日それらは多数の他の地球上クレーターからも認められ、衝突の明瞭なインジケータと考えられている。
クレーターが湖となっていた時代に形成された湖沼性堆積物中には中新世の種々の化石に富み、シュタインハイム盆地はこの時代の化石研究において最も重要な場所の一つに数えられている。すなわち脊椎動物（魚類、爬虫類、鳥類、哺乳類）の化石が多数発見されているほかに、素晴らしく豊富で状態の良い淡水性貝類の化石が見られることで有名で、いわゆる Steinheimer Schneckensand （”シュタインハイム貝砂層”）と呼ばれているのがそれである。1862年、古生物学者フランツ・ヒルゲンドルフは、ここの堆積物中のヒラマキガイ科のヒラマキガイ属 Gyraulus の殻を調査し、殻の形が古い堆積層のものから新しい堆積層のものへとゆっくり変化していることを述べた。このヒラマキガイの殻の漸次変化に関する研究は、1859年にチャールズ・ダーウィンが出版した『種の起源』における進化論を最初に追認したものであった。
シュタインハイム・アム・アルブッヒの町は1978年にシュタインハイム隕石クレーター博物館を開いた。そこはシュタインハイム盆地の地質歩道の出発点にもなっている。

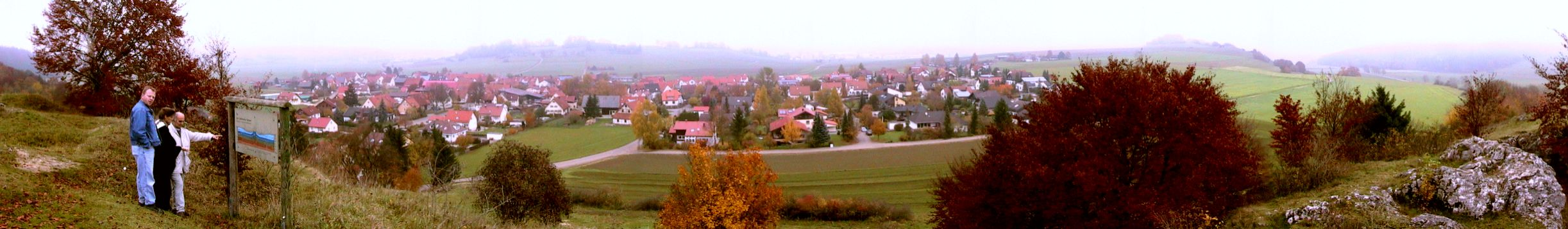
クレーター南縁から見たシュタインハイム盆地。

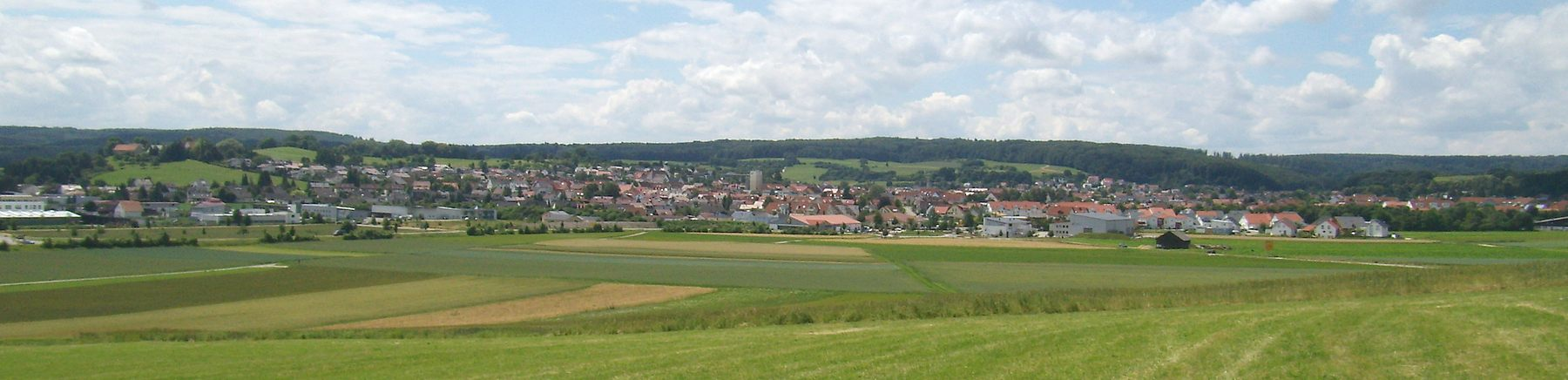
シュタインハイム盆地の北部東端から見たシュタインハイム盆地とシュタインハイムの町。宅地があるのが中央丘、背後に見える山が盆地の西縁。